# Soziale Schließung
Soziale Schließung ist ein Grundbegriff der Soziologie, der allgemein beschreibt, dass die Möglichkeit, Mitglied einer sozialen Gruppe zu werden, beschränkt oder verboten ist. Damit wird auch ausgeschlossen, an den Handlungs- oder Erwerbschancen einer Gruppe teilzuhaben.
Die Theorie sozialer Schließung beruht auf Max Webers Konzept offener und geschlossener sozialer Beziehungen. Weber definiert soziale Schließungen als  traditionell (z. B. Familienbindungen), affektuell (z. B. Liebespaar), wertrational (z. B. Glaubensgemeinschaft) und zweckrational (z. B. wirtschaftliche Monopole). Neben diesen Schließungen nach außen erörtert Weber auch Schließungen nach innen, wobei es um Einschränkungen der Handlungs- oder Erwerbschancen für Einzelne oder Gruppen innerhalb von Verbänden, Betrieben, Kasten usw. geht. Soziale Schließung bedeutet immer auch, dass die Monopolisierung von Chancen bei einer Gruppe zu höherer Ressourcenausstattung und bei anderen Gruppen zur Ressourcenverknappung führt, womit Soziale Ungleichheit entsteht.